# Eunice Barber
Eunice Barber (Freetown, Serra Leoa, 17 de novembro de 1974) é uma atleta serra-leonesa que pratica o heptatlo e o salto em distância. Em 1999 obteve a cidadania francesa e passou a competir por esse país nas competições internacionais. Ganhou a medalha de ouro no heptatlo no Campeonato Mundial de 1999 e no salto em distância conquistou o título mundial em 2003.

## Resultados
- Campeonato Mundial de Atletismo
  -  medalha de ouro em heptatlo no Campeonato Mundial de Atletismo de 1999
  -  medalha d'ouro en salto em distância Campeonato Mundial de Atletismo de 2003
  -  medalha de prata em heptatlo no Campeonato Mundial de Atletismo de 2003
  -  medalha de prata em heptatlo no Campeonato Mundial de Atletismo de 2005
  -  medalha de bronze em salto em distância no Campeonato Mundial de Atletismo de 2005

- Challenge mundial IAAF de provas combinadas individuais
  - 1° em 1999 (19880 pts)
  - 2° em 2005

- Challenge europeu de provas combinadas individuais
  - 1° em 1999

- A Final Mundial IAAF de Monte-Carlo
  - 1° no salto em distância em 2003

- Campeonato da França feminino
  - 1° no salto em distância em 1996, 1998 e 1999
  - 1° no salto em distância em sala em 1997, 1998 e 1999

- Copa da Europa de Nações de Atletismo
  - 2° no salto em distância em 1999

- Recordes da França femininos
  - do heptatlo em 1999 (6861 pts) e 2005 (6889 pts)
  - do salto em distância em 1999 (7m01) e 2003 (7m05)